# Hino de Santana de Parnaíba
O Hino do município de Santana de Parnaíba, também conhecido como marcha Berço dos Bandeirantes, é o hino oficial da cidade de Santana de Parnaíba, em São Paulo. É um dos símbolos oficiais do município.

## História
Sancionada pelo prefeito Victor Moreira Bastos em 28 de Novembro de 1986, a lei n° 1193 institui a marcha Berço dos Bandeirantes, de autoria da Profª Alba de Mello Bonilha, como hino oficial do município.
O hino é entendido como manifestação da tradição educacional orfeônica de Bonilha, para quem a música poderia ser uma forma de consolidação de civismo.